# Broadview (Seattle)
Broadview is een wijk in het noordwesten van Seattle. De wijk maakt sinds 1954 deel uit van Seattle. Broadview ligt aan de Puget Sound en langs die kust ligt een spoorweg.

## Naam
Broadview dankt zijn naam aan de uitzichten over de Puget Sound en over de Olympic Mountains. Dit uitzicht is het duidelijkst in het westen van de wijk en daarom zijn de huizen in het westen van de wijk over het algemeen duurder dan de huizen in het oosten van de wijk.

## Geschiedenis
Oorspronkelijk was de plaats waar nu Broadview ligt een bos, dat werd gedomineerd door douglassparren en cederbomen. Er woonden enkele natieve vissers en boeren. Door Broadview liep toen nog geen weg en de boeren brachten hun producten via de Puget Sound naar markten in Seattle.
Na de grote brand van Seattle in juni 1889 ontstond er buiten de grenzen van de wijk een dorpje. Dit dorpje groeide flink tijdens de Klondike Gold Rush in 1897. Door deze goldrush steeg de vraag naar huizen en in de naastgelegen wijk werd een zagerij gebouwd. Deze zagerij kapte bomen uit de buurt.
In 1906 werd door dit dorpje de Seattle to Everett-spoorlijn aangelegd. Hierdoor werd die plaats beter bereikbaar. Vanaf toen werden veel oude boerderijen uit Broadview vernield en daarvoor in plaats woningen gebouwd. Door de uitbreidingen lag toen een groot deel van het dorp in Broadview. Het commerciële centrum van de wijk was rond Greenwood Avenue North. Ook werd er in Broadview een "boardwalk" aangelegd, die van noord naar zuid liep. Hierlangs werden populieren geplant. In 1914 opende de "Broadview Elementary School". Dit was de eerste school van Broadview en stond op de plek waar nu een bejaardentehuis is gevestigd. Broadview heeft momenteel geen eigen school.

## SEA Streets
In Broadview wordt SEA Streets (Street Edge Alternative project) uitgetest. Dit is een manier om het regenwater beter af te voeren. Dit wordt getest ten westen van de Greenwood Avenue North op de 110th Street tot en met de 120th Street.

## Project
Om de wijk te verbeteren zijn er in 2012 plannen gemaakt om de wijk te verbeteren. Dit hield het volgende in:
- Vernieuwing van een viertal straten
- De aanleg van een speeltuin
- De toegang naar het Carkeek Park te verbeteren

## National Register of Historic Places
In Broadview is één monument dat staat in het National Register of Historic Places. Dit zijn de Dunn Gardens.

## Parken
In Broadview zijn de volgende parken:
- Carkeek Park
- Llandover Woods
- Piper Creek Natural Park